# Sporotrichum caesiellum
Sporotrichum caesiellum är en svampart som beskrevs av Fr. 1832. Sporotrichum caesiellum ingår i släktet Sporotrichum och familjen Fomitopsidaceae.   Inga underarter finns listade i Catalogue of Life.